# Daugel
Daugel herbu Rola  (ur. w XIV w., zm. w XV w.) – bojar litewski, adoptowany podczas unii horodelskiej (1413).

## Życiorys
W 1413 roku podczas unii horodelskiej doszło do przyjęcia przez polskie rodziny szlacheckie, bojarów litewskich wyznania katolickiego (tzw. adopcja herbowa). Jednym z ważniejszych dowodów tamtego wydarzenia jest istniejący do dziś dokument, do którego przyczepione są pieczęcie z wizerunkami herbów szlacheckich.

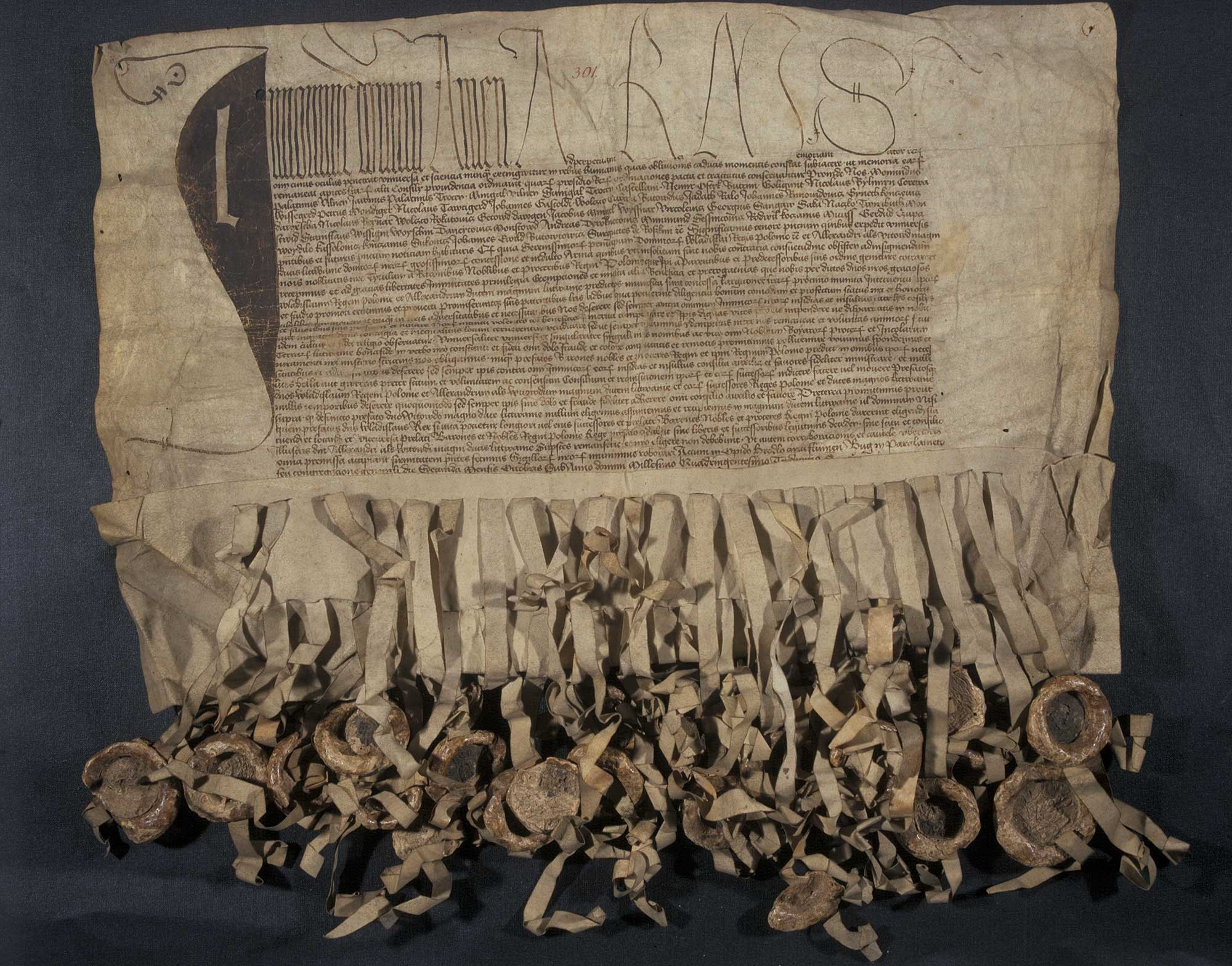
Dokument unii horodelskiej z 1413 roku z przyczepionymi pieczęciami

Z dokumentu dowiadujemy się o istnieniu Daugela (Dawgen), który został adoptowany przez przedstawicieli Rolów. Jednakże, z powodu braku wystarczającej ilości zachowanych źródeł historycznych, nie udaje się odnaleźć na jego temat większej ilości informacji.
Polski historyk, Władysław Semkowicz, spekuluje, iż imię Daugel może być inną wersją imienia Dowgiało, popularną wówczas wśród bojarów Wielkiego Księstwa Litewskiego, choć nie ma co do tego pewności.
Należy zaznaczyć, że Daugel herbu Rola jest inną osobą, niż ówcześnie żyjący bojar o tym samym imieniu, należący do herbu Zadora. Nie wiadomo też, którego z nich synem był Andrusz Nacz Dowgyelowycz, pojawiający się w dokumentach historycznych z 1449 roku. Wniosek na podstawie pokrewieństwa został wysnuty przez Władysława Semkowicza z uwagi na popularne wówczas nazwiska patronimiczne, czyli nazwiska tworzone na podstawie imienia ojca.
Semkowicz wymienia też szereg osad na dawnej Litwie, mogących mieć coś wspólnego z omawianym bojarem; Daugeliszki, Daugele, Daugełajcie, Dowgialiszki. Brakuje natomiast wystarczających źródeł, aby w jakikolwiek sposób połączyć osady z ich właścicielem.